# Eerste Slag bij Sabine Pass
De Eerste Slag bij Sabine Pass vond plaats op 24 september en 25 september 1862 bij Sabine Pass in Texas tijdens de Amerikaanse Burgeroorlog. Met dit bombardement van de stad en het fort hadden de Noordelijken twee doelen voor ogen. Enerzijds wilden ze de blokkade van de Zuidelijke staten verstrakken en anderzijds planden ze een amfibische aanval om Sabine Pass in handen te krijgen.

## Achtergrond
In september 1862 blokkeerde luitenant Pennington de monding van Sabine Pass met één mortierschoener, namelijk de USS Henry Janes. Op 21 september werd de blokkade versterkt door het stoomschip USS Kensington onder leiding van Frederick Crocker en de schoener USS Rachel Seaman onder leiding van Quincy Hooper. Samen ontwierpen ze een plan om het Zuidelijke fort bij de monding aan te vallen. In de vroege uren van 25 september voeren Noordelijke eenheden onder leiding van Crocker de monding binnen. Ter hoogte van Beaumont vielen de Zuidelijken de invasiemacht aan.

## De slag
Toen het Noordelijke flottielje het Zuidelijke Fort Sabine naderden openden ze het vuur. Het Zuidelijke garnizoen bestond uit 30 infanteristen, artilleristen en 30 cavaleristen. Met hun verouderde kanonnen kon men het Noordelijke vuur niet beantwoorden. De bevelhebber van het fort, majoor J.S. Irvine spijkerde zijn kanonnen en evacueerde het fort in de loop van de nacht. Sabine Pass viel daarmee in Noordelijke handen.